# Акустична гітара
Акустична гітара — струнний щипковий музичний інструмент (у більшості різновидів з шістьма струнами) з сімейства гітар, звучання якого здійснюється завдяки коливанню струн, яке посилюється внаслідок резонування порожнистого корпусу. Сучасні акустичні гітари можуть мати вбудовані звукознімачі: магнітні або п'єзоелектричні, з еквалайзером і регулятором гучності. У вужчому заченні — окремий клас гітари з металевими струнами і корпусами типу Дредноут, Фолк і Джамбо.
Акустична гітара є основним інструментом таких жанрів, як авторська пісня, фолк, займає важливе місце в циганській і кубинській народній музиці, рок-музиці, блюзі тощо.
Назва «акустична» означає спосіб звукопідсилення резонуючим корпусом інструмента, без використання електрики.

## Різновиди

### Класична гітара

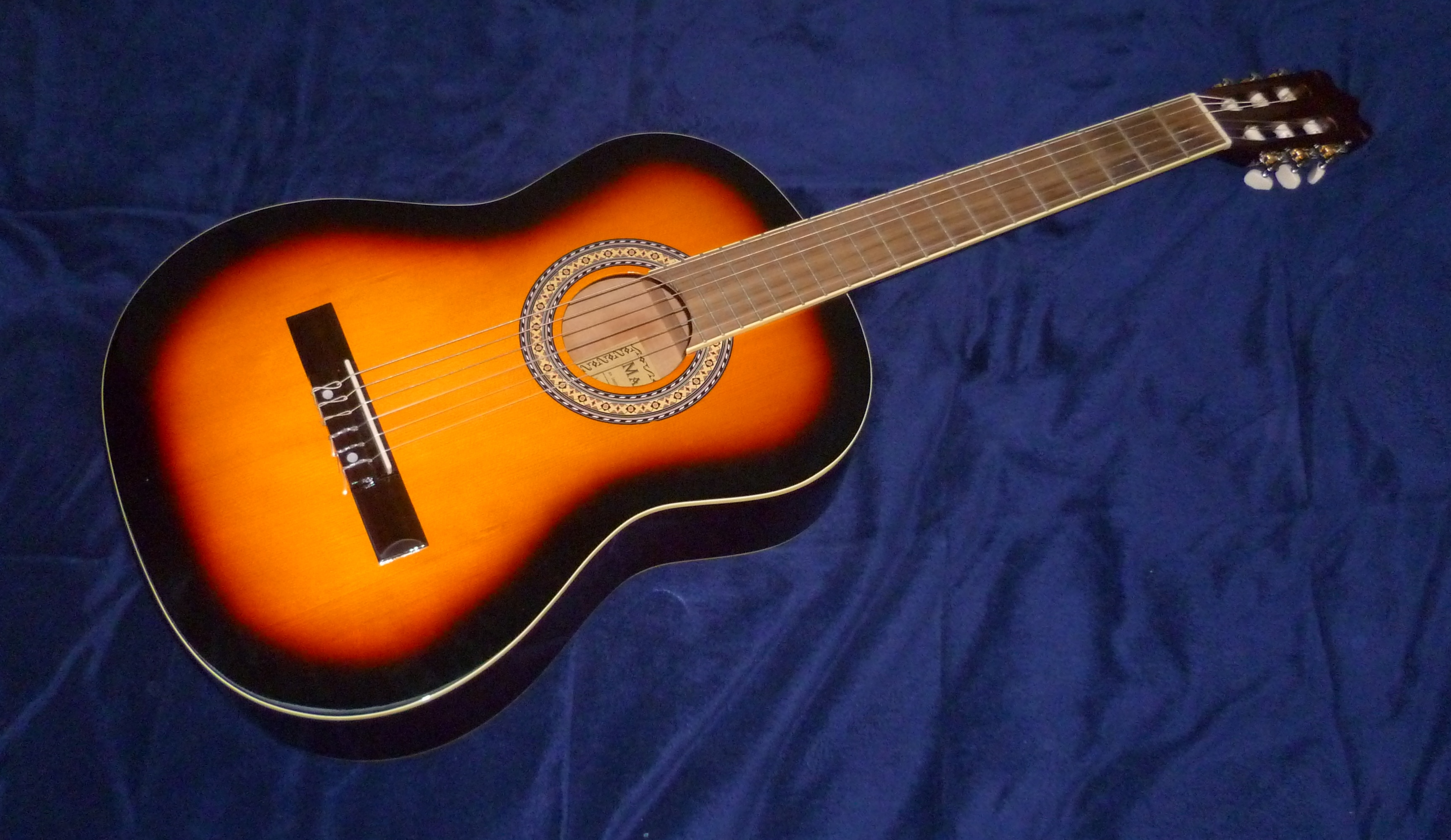
Класична гітара Martinez FAC-504 колір санберст

Це найстаріший консервативний тип інструмента. На ньому переважно грають класичну музику, але його також використовують у джазі (Ральф Таунер, Ерл Клюг), фолку, блюзі (альбом Unplugged Еріка Клептона), рок-музиці (Річі Блекмор в Blackmore's Night, Майк Олдфілд, Сергій Калугін з «Оргії праведників»), бардівській пісні (Олег Мітяєв, Олександр Гейнц). Саме цей інструмент вивчається в музичних школах, консерваторіях і музичних навчальних закладах класичного профілю. Характеризується м'яким тембром.
На цих інструментах застосовують відносно широкий гриф (52 мм і більше біля 0-го ладу), нейлонові струни, грають на них переважно пальцевою технікою, без використання медіатора. Гітаристи, які грають в класичному стилі, грають тільки пальцями. Для цього інструмента існують «суворі» класичні школи гри, постулатам яких повинні відповідати гітаристи, які виконують академічну музику.
На основі цього інструмента створені схожі моделі з металевими струнами — так звані «під'їзні», «похідні», «бардівські» гітари.
Нейлонові струни гітари і широкий гриф є зручнішими для початківців, використовувати металеві струни не можна, оскільки конструкція корпусу класичної гітари не розрахована на натяг таких струн.

### Російська семиструнна гітара
Була поширена в Росії в XIX—XX століттях. Її широко використовували як акомпанувальний інструмент при виконанні російських романсів. Наприкінці XX століття почалося її активне витіснення шестиструнною гітарою і нині[коли?] семиструнна гітара не має колишньої популярності.

### Акустична гітара

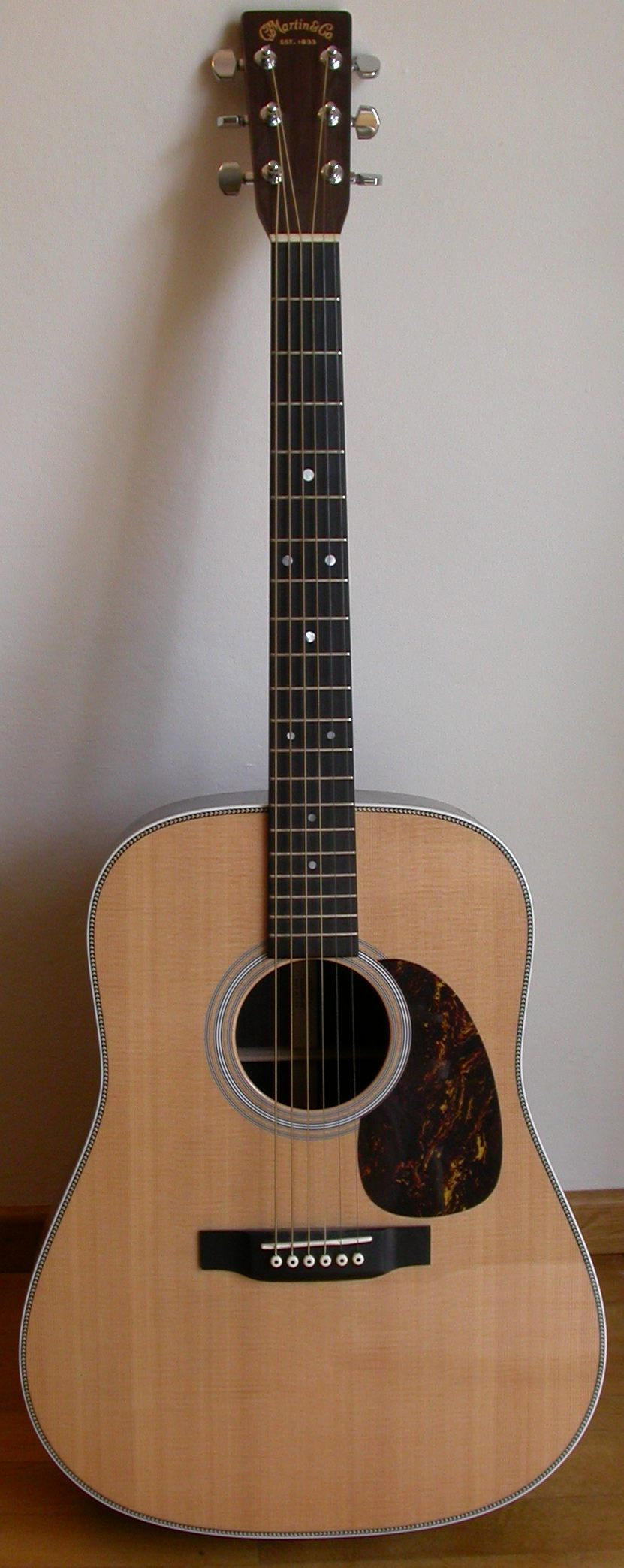
Акустична гітара

Конструктивною особливістю таких гітар є наявність металевого стрижня (анкера) всередині грифа для регулювання висоти струн. Під розеткою знаходиться пластикова накладка (панцир) для захисту корпуса (кузова) гітари від можливого дряпання медіатором, який часто використовують при грі на подібних гітарах. Струни встановлюють металеві. Характеризується дзвінкішим тембром.

#### Дредноут
Корпус такої гітари нагадує форму прямокутника з широкою талією. Наразі це найрозповсюдженіший вид естрадної акустичної гітари. Також існує різновид корпусу типу дредноут — «вестерн», що має характерний виріз частини корпусу в районі 12-19 ладів для полегшення виконання соло-партій близько резонаторного отвору. Струни встановлюють металеві.

#### Фолк
Форма корпусу фолк-гітари схожа на корпус класичної гітари.

#### Джамбо
Корпус джамбо гітари великий за обсягом і округліший. Це дає їй відносно гучніше звучання.
Такі інструменти призначені переважно для акомпанементу (співу або соло-інструментів) і використовують їх здебільшого в рок, поп, блюз, кантрі музиці. Ці гітари ідеальні в ролі ритм-гітар. У наш час ці гітари стали відносною рідкістю. Струни встановлюють металеві.

### Електроакустична гітара
Даний різновид акустичної гітари, доповнений п'єзоелектричним звукознімачем всередині корпусу, який дозволяє посилити відтворення звуку і додати до нього постефекти при підключенні до звукопідсилювального приладу.
Конструкція відрізняється від напівакустичної електрогітари, яка є видом електричної гітари з додаванням акустичного резонатора всередині порожнього корпусу гітари. Як правило, електроакустичні гітари оснащені п'єзо-датчиками, і отже, потребують передпідсилювач, впаяний в тіло гітари для посилення сигналу, перш ніж він йде в головний гітарний підсилювач. Ці передпідсилювачі також поставляються з регуляторами тембру різного типу, проте зазвичай використовують еквалайзер, який використовує до шести смуг різних частот.

### Півакустична гітара
Гітари, мають деякі особливості як акустичної гітари (наявність в корпусі резонуючих порожнин, званих «ефами»), так і електрогітари (наявність установлених звукознімачів, зазвичай типу гамбакер). Цей різновид гітар заведено вважати перехідним від акустичної гітари до електричної. Такі гітари стали першими електрогітарами, на які вперше стали встановлювати електромагнітні звукознімачі. Згодом стали випускатися електрогітари з цільним корпусом, хоча напівакустичні гітари досі є популярними серед музикантів. Використовують найчастіше в таких стилях, як: джаз, блюз, рок-н-рол, рокабілі.
За своєю конструкцією півакустичні гітари бувають двох видів: з порожнистим (hollow body) і пів-порожнистим (semi-hollow body) корпусом. Півакустичні гітари з порожнистим корпусом аналогічні за конструкцією акустичним гітарам і не вимагають підключення до підсилювача звуку. Гітари з напів-порожнистим корпусом мають центральну цільнокорпусну частину і порожнисті вставки з боків. У верхній деці над цими порожнинами роблять фігурні вирізи («ефи»), що нагадують за формою латинську букву «f».

### Резонаторна гітара
Резонаторна гітара — різновид гітари, що відрізняється від звичайної акустичної вбудованим металевим резонатором. Струни встановлюють металеві.

## MIDI-семпли
В стандартному наборі семплів для MIDI акустичній гітарі відповідають два:
- 24 — акустична гітара з нейлоновими струнами.
- 25 — акустична гітара з металевими струнами.

## Матеріали
При виготовленні дек акустичних гітар використовують матеріали з малим затуханням коливань, що дозволяють отримати рівний та широкий спектр (смерека, махагоні, нато, іноді клену). Грифи виготовляють з міцної деревини з малою усадкою (махагоні, палісандр, нато).